# Hyllie Park folkhögskola
Hyllie Park folkhögskola är en svensk folkhögskola i Malmö.
Skolan bedriver huvuddelen av sin verksamhet i Malmö. Där erbjuder skolan undervisning i form av allmän kurs på grundskole- och gymnasienivå, kulturverkstad, teologiska kurser, svenskundervisning för invandrare (SFI), samt en yrkesutbildning på gymnasienivå inom personlig assistans. Därtill bedriver folkhögskolan SFI-utbildning i Göteborg, Kristianstad samt Simrishamn. Genom ett särskilt anslag om 25 miljoner kronor erbjöd skolan i samarbete med åtta församlingar från Pingst- och Equmeniarörelsen samt Evangeliska Frikyrkan (EFK) även svenskautbildning och arbetslivsanpassade kurser för ukrainska flyktingar under 2022–2023.
Skolan grundades 1997. Skolans huvudmän är EFK, Hyllie Park Kyrkan och Skillinge missionshus.
Rektor för folkhögskolan är sedan april 2022 pastorn Linda Alexandersson.